# Markus Orth

Markus Orth

Markus Orth (* 4. April 1964 in Bonn) ist ein deutscher Manager und war von 2008 bis Juni 2016 Vorstandsvorsitzender der L’TUR Tourismus AG. Danach gründete er in Wiesbaden eine digitale Beratungsagentur. Seit 1. März 2019 ist Orth Geschäftsführer des Reisebüro-Franchiseunternehmens für Leisure- und Corporate-Travel Lufthansa City Center. Die Franchise-Zentrale Lufthansa City Center Reisebüropartner (LCR) in Frankfurt ist Hauptgesellschafter der LCC Reisebüro AG. Dabei fungiert Markus Orth als Aufsichtsratsvorsitzender.

## Leben
Markus Orth machte Abitur am Rhein-Sieg-Gymnasium in Sankt Augustin und absolvierte anschließend das Studium der Betriebswirtschaftslehre an den Universitäten Köln und Fribourg in der Schweiz.
Nach seinem Abschluss als Diplom-Kaufmann 1991 begann Orth bei der Lufthansa in Köln. Dort übernahm er bis 1999 Managementaufgaben im Controlling, Vertrieb und Marketing. Von 1999 bis 2002 füllte er die Position des Geschäftsführers der Lufthansa E-Commerce GmbH in Frankfurt aus.
2002 wechselte Markus Orth von Lufthansa zur L’TUR Tourismus AG. Dort war er zunächst Vorstand im Bereich Direktvertrieb und Unternehmensentwicklung. Nachdem sich L’TUR-Firmengründer Karlheinz Kögel aus dem Tagesgeschäft zurückzog und in den Aufsichtsrat wechselte, fiel die Wahl für den neuen Vorstandsvorsitzenden auf Orth, der seit dem 1. September 2008 diesen Posten innehat.
Seit der Umstrukturierung der L’TUR-Vorstandschaft fällt auch der stationäre Vertrieb in den Aufgabenbereich von Markus Orth.
An der Fachhochschule Worms ist Markus Orth im Beirat des Fachbereiches Touristik und Verkehrswesen, seit März 2010 ist er im Beirat der Ergo Reiseversicherung und seit 2019 ist er im Beirat der HanseMerkur. Seit Dezember 2019 gehört er dem Vorstand des Deutschen Reiseverbandes (DRV) an und repräsentiert in dieser Funktion die Interessen der Reisewirtschaft in Deutschland.
Markus Orth ist verheiratet und Vater von fünf Kindern. Privat engagiert er sich im Lions Club Wiesbaden-Kochbrunnen und ist passionierter Museumsbesucher.